# Griechenland Zeitung
Die Griechenland Zeitung (GZ) ist ein deutschsprachiges Auslandsmedium und die einzige deutschsprachige Zeitung in Griechenland. Betreiber ist die 1999 gegründete HellasProducts GmbH mit Sitz in Athen.
Die Zeitung informiert jeweils mittwochs über die Ereignisse in Griechenland. Zur Griechenland Zeitung gehört auch das Internetportal www.griechenland.net. Seit 2009 ist die Griechenland Zeitung mit einem eigenen Verlag auch in der Buchproduktion tätig.

## Geschichte
Die Griechenland Zeitung ging aus der Athener Zeitung (AZ) hervor, die von 1992 bis 2005 existierte. Die Druckversion erschien zum ersten Mal am 3. Oktober 2005. Seit dem 14. Oktober 2005 erscheint die Zeitung in einer wöchentlichen Druckausgabe, außerdem als E-Version, PDF auf dem Internetportal griechenland.net. Das Internetportal besteht seit 2000. 2005 wurde die GZ mit dem „Deutsch-Griechischen Wirtschaftspreis“ im Bereich Medien der Deutsch-Hellenischen Wirtschaftsvereinigung ausgezeichnet.

## Profil
Die GZ berichtet zu den Themen Politik, Wirtschaft, Kultur, Geschichte, Soziales, Tourismus und Sport – in Form von Nachrichten, Interviews oder ausführlichen Reportagen. Die Mitarbeiter befinden sich in Griechenland, Deutschland, Österreich und der Schweiz. Zu den Autoren der GZ gehören u. a. Klaus Bötig, Wolf Reiser, Danae Coulmas, Hubert Eichheim, Hans Eideneier und Eberhard Rondholz. Geleitet wird die Griechenland Zeitung vom ehemaligen Herausgeber und Chefredakteur der Athener Zeitung, Robert Stadler, und vom ehemaligen stellvertretenden Chefredakteur Jan Hübel. 
Die Griechenland Zeitung hat Abonnenten in Griechenland, Deutschland, Österreich, der Schweiz und weiteren Staaten. In Griechenland wird sie vornehmlich in touristischen Gegenden über Kioske, Supermärkte und Hotels vertrieben. In Deutschland ist sie seit Sommer 2007 in Bahnhofsbuchhandlungen und an Flughäfen erhältlich.